# Fraisa
Fraisa ist ein international ausgerichtetes Schweizer Familienunternehmen, das Zerspanungswerkzeuge für die Metallbearbeitung produziert. Der Hauptsitz des als Holding AG organisierten Unternehmens ist in Bellach, Schweiz.

## Geschichte
Die Fraisa SA wurde 1934 von Johann Stüdeli als Produktionsstätte von Fräswerkzeugen für die Uhrenindustrie gegründet. 1950 übernahm Hans Stüdeli die Aktienmehrheit und richtete das Unternehmen mit dem Ausbau der Vertriebsstruktur erfolgreich auf die internationalen Märkte aus. Im Jahr 1997 übernahmen seine beiden Töchter Susanne Schibli und Charlotte Froelicher die Aktienmehrheit der Fraisa Gruppe und vollzogen damit den Generationswechsel. Sie wiederum übergaben 2005 die Aktienmehrheit an Josef Maushart mit der Maßgabe, die Unternehmensgruppe langfristig als unabhängiges Familienunternehmen weiterzuführen.
Mit Fraisa France wurde 1984 die erste Verkaufsgesellschaft im Ausland gegründet, es folgte 1988 die Gründung der Fraisa GmbH in Willich, Deutschland. Im gleichen Jahr akquirierte Fraisa die Firma Schäublin AG (ESO), mit der sie 1997 fusionierte.
In Mailand gründete sich 1993 die Fraisa Italia srl., 1999 folgte der Eintritt in den ungarischen Markt mit der Grundsteinlegung der Fraisa Hungaria Kft.
Der Einstieg in das Servicegeschäft im Schweizer Markt gelang im Jahr 2000 mit der Akquirierung der E. Weber AG in Langnau.
2001 expandierte das Unternehmen mit eigener moderner Produktion auf den nordamerikanischen Markt und 2002 erweiterte Fraisa die Präsenz in Ungarn durch die Akquisition der Firma Szerszám Köszörü Zentrum in Sarospatak als weiteren Produktionsstandort der FRAISA Gruppe. Fraisa erzielte 2004 erstmals über 50 Mio. Euro Umsatz. Seit 2005 ist Josef Maushart Mehrheitsaktionär des Unternehmens.

## Produkte
Fräswerkzeuge aus Hartmetall und HSS, Wendeplattenfräswerkzeuge, Gewindebohrer und -former, Gewindefräser, Bohrer aus Hartmetall

## Ausbildung
Fraisa fördert den Schweizer Technologienachwuchs. Neben einem betriebseigenen Ausbildungs- und Testzentrum am Standort Bellach richtet das Unternehmen seit den 1980er Jahren den nationalen Lehrlingswettbewerb ToolChampions aus, eine Art Schweizer Meisterschaft der Polymechaniker, bei dem jährlich Preise im Wert von CHF 50'000 ausgelobt werden. Daran haben über 30'000 Jugendliche aus allen Landesteilen  teilgenommen. Des Weiteren ist Fraisa Mitinitiator der Schweizer Berufswahlmesse IBLive.

## Standorte
Fraisa umfasst Produktionsstandorte in der Schweiz, Ungarn, Deutschland und den USA sowie Vertriebs- und Dienstleistungszentren in Deutschland, Frankreich, Ungarn, Italien, den USA – und natürlich der Schweiz. Der Hauptsitz und das Entwicklungszentrum befinden sich in Bellach, Schweiz.